# قمة روزنجارتن

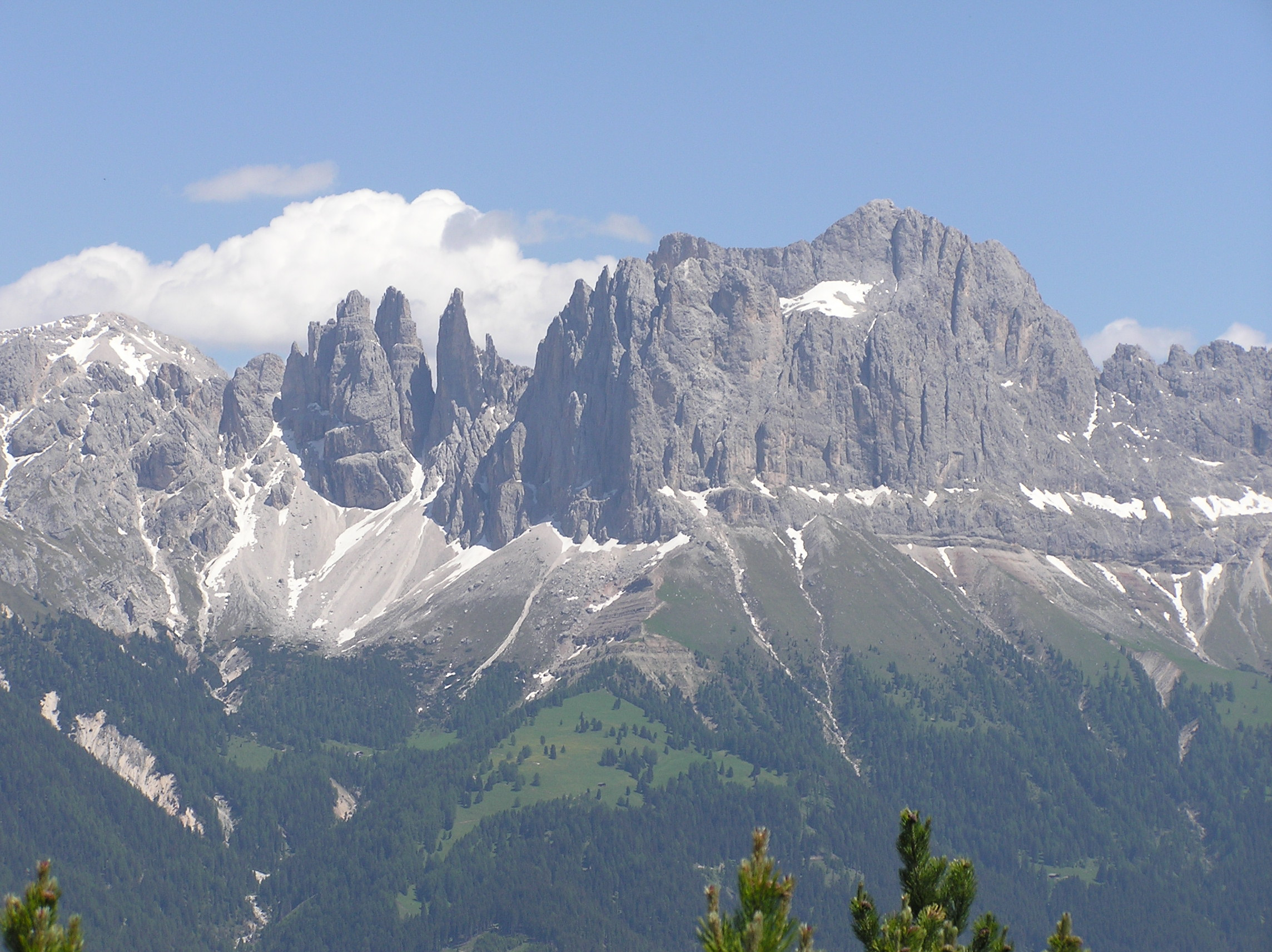
قمة روزنجارتن (يمين) من سلسلة جبال "تـشافون" كما ترى من الغرب.

قمة روزنجارتن أو روزنجارتن شبيتسه (بالإلمانية: Rosengartenspitze), و (بالإيطالية: Cima Catinaccio) هي ثاني أعلى قمم سلسلة جبال روزنحارتن في جزء «تيرول الجنوبية» من جبال الدولوميت. يبلغ ارتفاع قمة روزنجارتن نحو 2989 متر. وهي تشكل جزء من المحمية الطبيعية «شليرن - روزنجارت» في شمال إيطاليا.
يبلغ طول قمة روزنجارتن شبيتسه نحو 1 كيلومتر، وهي تمر من شمال الشرق إلى جنوب الغرب ومن ضمنها مجموعة أعمدة جبلية جميلة تشبه بأسنان المشط: القمة الشمالية «نورنجيبفيل» وارتفاعه 2919 متر، والقمة الرئيسية «هاوبت جيبفيل» وارتفاعه 2981 متر والقمة الجنوبية «سود جيبفيل» وارتفاعه 2913 متر. ومن أجمل ما في تلك المنطقة الانكسار الجبلي «واند أبروخ» الذي يبلغ منحدره نحو 600 متر من الناحية الشرقية.

## التاريخ
خلال الحرب العالمية الأولى كانت الدولوميت خطا للمعارك بين القوات الإيطالية والإمبراطورية النمساوية المجرية وشهدت الكثير من المعارك.

## السياحة

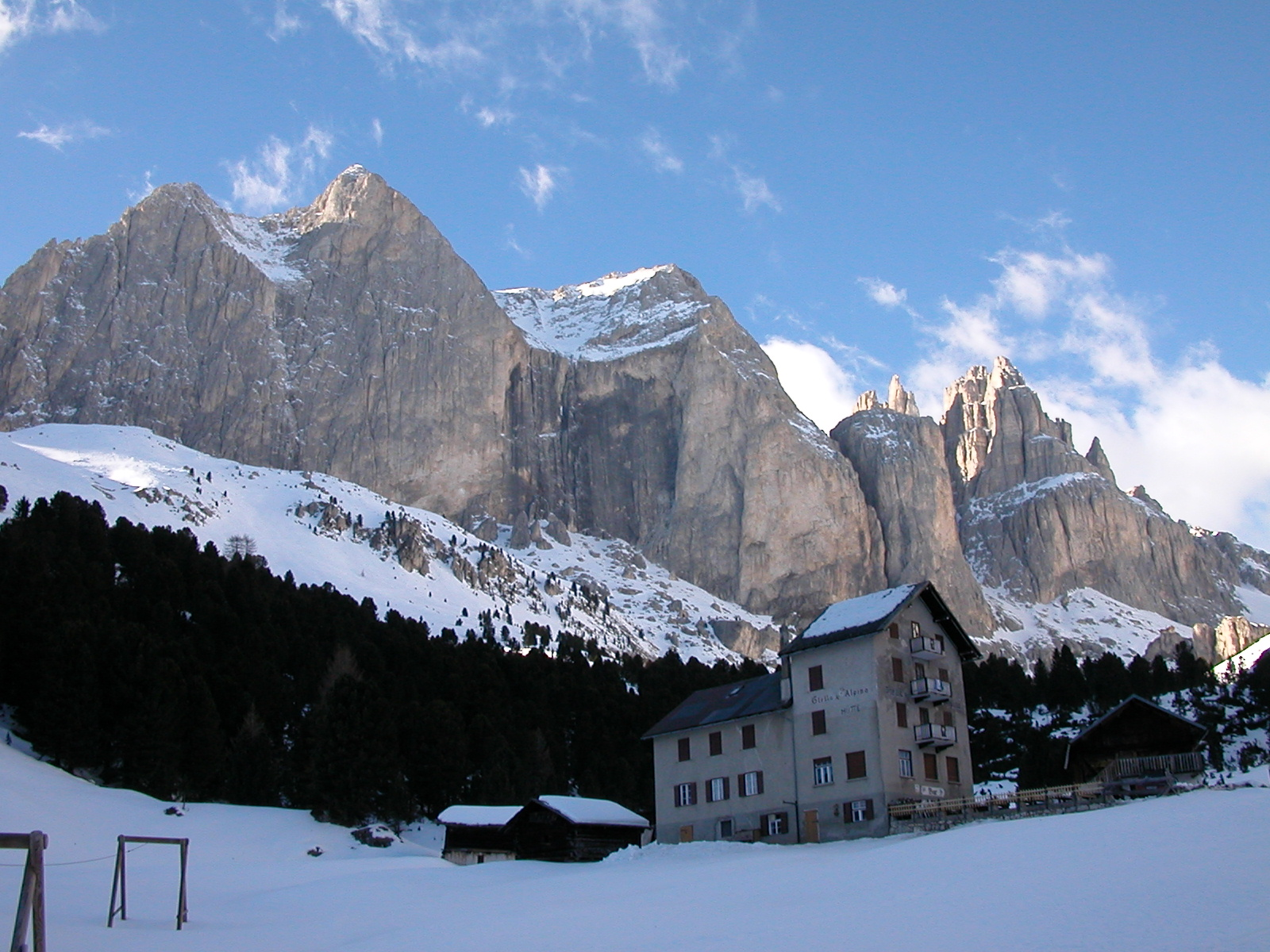
فندق Stella Alpina أمام الحائط الشرقي من قمة روزنجارتن ، كما تري أعمدة أسنان المشط.

تعتبر منطقة جبال روزنغارتن وجهة مهمة لرياضات الشتاء وخاصة التزلج على الجليد. كما يحب الناس التجول فيها لجمال طبيعتها في الصيف، حيث تكون المنطقة خضراء يانعة ويعلو الجليد قمم الجبال.

## اقرأ أيضا
- دولوميت (سلسلة جبلية)
- استراحة جراسلايتن هوته